# PKP-Baureihe SM04
Die Baureihe SM04 ist eine einfache Rangierlokomotive der Bauart 409Da.

## Geschichte
Basierend auf der Vorgängerbaureihe Ls150 entwickelte die polnische Lokomotivfabrik Fablok 1959 die Lokomotivbauart 409Da. Diese ist bis auf den etwas stärkeren Dieselmotor nahezu baugleich wie die Bauart Ls150. Neu war die Möglichkeit, nachträglich ohne allzu großen Aufwand einen noch stärkeren Motor einzubauen. Hauptabnehmer der Baureihe waren Werks- und Industriebahnen in Polen. Dort wurden sie für leichte Verschub- und Rangieraufgaben eingesetzt. Zwischenzeitlich hat das Unternehmen Zastal die Produktion übernommen.
In den 1990er Jahren beschaffte die polnische Eisenbahn PKP zwei Lokomotiven der Bauart 409Da und stellte sie als SM04-001 und SM04-002 in Dienst. Sie wurden an Bahnhöfen im leichten Rangierdienst zusammen mit der Baureihe SM03 eingesetzt. Eine weitere Beschaffung blieb aus, die beiden Loks wurden im Jahr 2000 außer Betrieb genommen und abgestellt. Die Lokomotive SM04-002 wurde vom polnischen Eisenbahnmuseum in Chabówka übernommen.

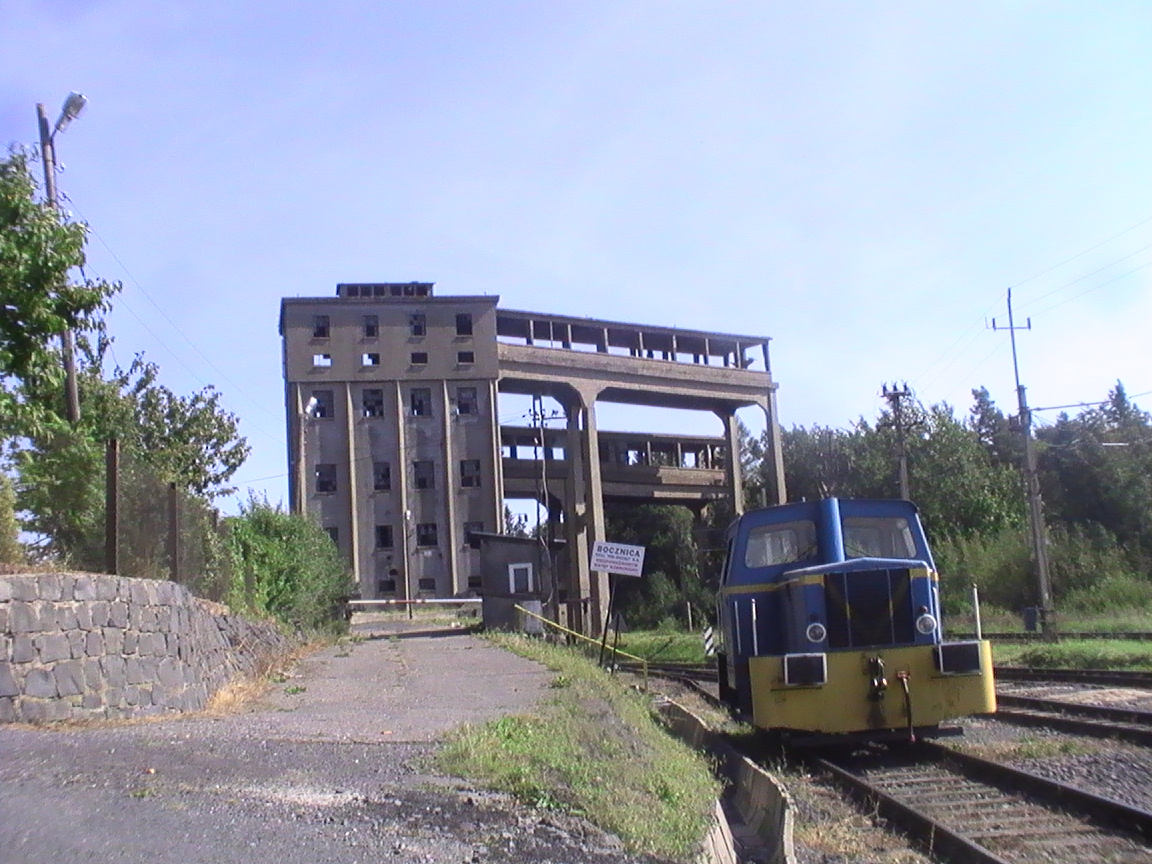
Eine 409Da bei einer Werksbahn
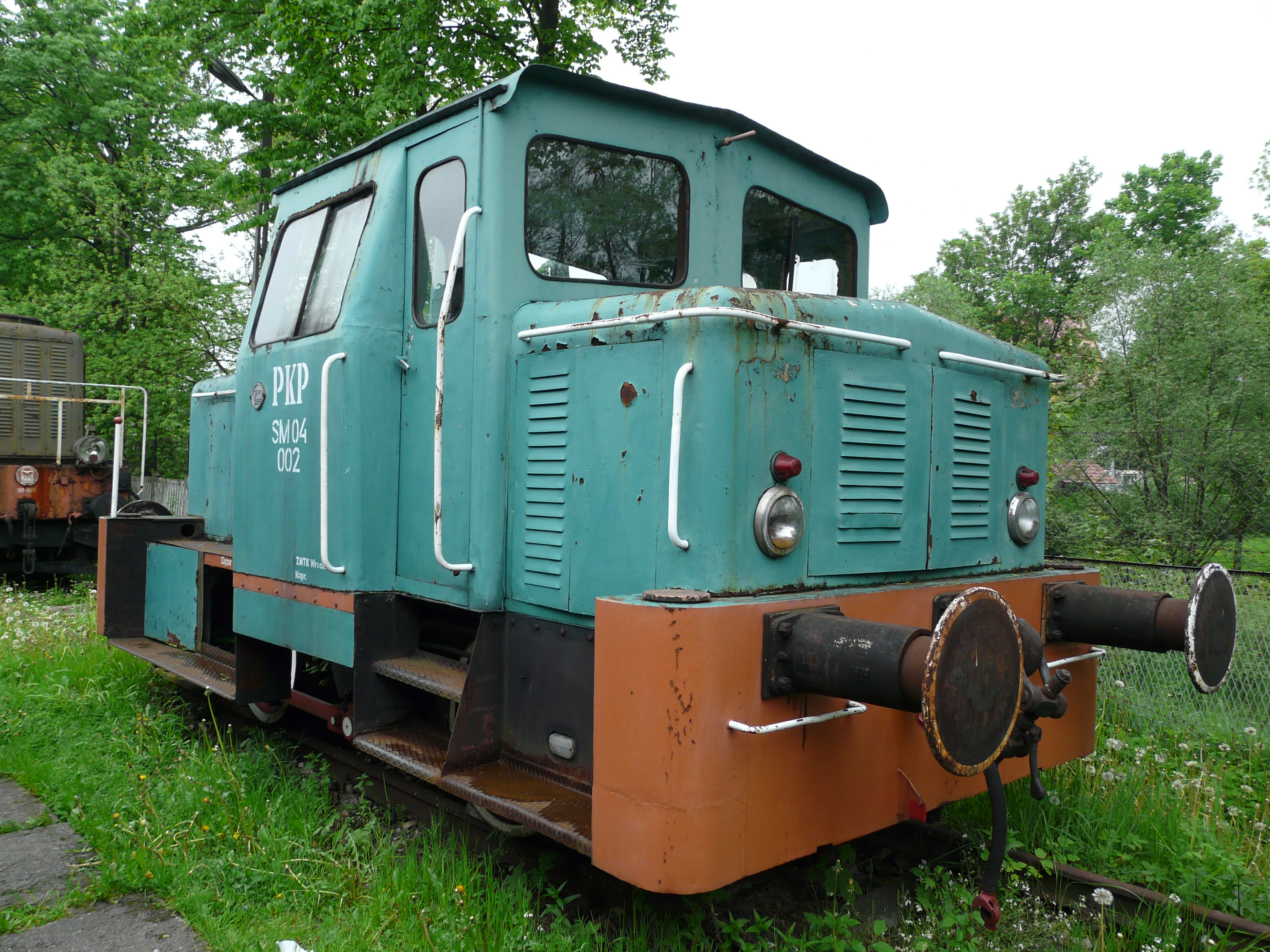
SM04-002 im Museum Chabówka